# Ямал (спътник)
Вижте пояснителната страница за други значения на Ямал.
Ямал (на руски: Яма̀л) е комуникационен спътник разработен от Газпром за руската телевизия. Първият спътник от серията Ямал е изстрелян на 6 септември, 1999 г.